# Cyathea albida
Cyathea albida är en ormbunkeart som beskrevs av Tard. Cyathea albida ingår i släktet Cyathea och familjen Cyatheaceae. Inga underarter finns listade.